# 羅亞爾河畔默恩戰役
羅亞爾河畔默恩戰役發生在1429年6月15日。是聖女貞德在解除奧爾良之圍後，一系列的戰鬥之一。這一連串戰役是百年戰爭中法軍首次取得連續性的勝利。

## 背景
羅亞爾河畔默恩(位於現今盧瓦雷省)是一個位於法國中央地區、羅亞爾河北岸的小鎮，位於奧爾良西邊不遠處。它掌控了後期戰爭具有高度戰略性的重要橋樑。幾年前英軍占領此處作為侵入法國南部的戰略中心，在這場戰役中法軍成功收復橋梁，並阻斷英軍進入羅亞爾河南岸。
羅亞爾河戰役中包含五場戰役：
1.奧爾良之圍
2.雅爾若戰役
3.羅亞爾河畔默恩戰役
4.博讓西戰役
5.帕提戰役
事實上在1428年，法國羅亞爾河以北幾乎完全陷入外來勢力的掌控。奧爾良的橋梁在圍城解除前被破壞，法軍也失去了其他所有渡口的控制權。三場小規模且快速的戰役於雅爾若、羅亞爾河畔默恩、博讓西，展示了法軍重新建立的信心，並打下讓後來居上的法軍能順利攻下兰斯的基礎。羅亞爾河戰役中殺死、俘虜或羞辱的大多數英軍的高層指揮官，也消滅了大量英國長弓兵中的菁英。

## 戰術
英軍在羅亞爾河畔默恩的守軍分為三組：城鎮守軍、橋樑守軍、以及鎮外的城堡守軍。城堡也作為英軍指揮官約翰·塔爾博特和托马斯·斯凯尔斯（Thomas Scales）的總部。
聖女貞德和阿朗松的讓二世領導一支軍隊，成員包含迪努瓦公爵、吉爾·德·雷、让·波东·德·桑特拉耶以及拉伊爾。根據《奥尔良围城志》（Journal du Siège d'Orléans）中，估計法國人有6~7千人，其中大部分的人可能都是非戰鬥人員。法軍繞過市鎮及城堡，正面攻擊橋樑的防禦工事，在一日內攻陷，並設置衛戍。這項行動阻斷英軍進入羅亞爾河以南地區。

## 參看
- 中世紀戰爭